# Atsimo-Atsinanana
Atsimo-Atsinanana (oversat: Sydøst) er en region i Madagaskar, beliggende i den tidligere provins Fianarantsoa i den sydøstlige del af øen. I 2004 boede der 621.200 mennesker i regionen, der har et areal på 18.863 km² og en befolkningstæthed på 32,9 indb./km² . Regionshovedstaden er byen Farafangana og den har Jhonson Andrianahy som leder (siden 2007).
Regionen ligger langs den sydlige del af østkysten af Madagascar, og grænser til Vatovavy-Fitovinany og Haute Matsiatra mod nord, Ihorombe mod vest og Anosy mod syd.

## Nature
- Nationalpark Midongy du sud
- Manombo-reservatet

## Eksterne kilder og henvisninger
1. ↑  Profile des marchés pour les évaluations d’urgence de la sécurité alimentaire p. 27, Eliane Ralison og Frans Goossens 2006 hentet 5. maj 2009

22°49′S 47°49′Ø / 22.817°S 47.817°Ø